# Azul reativo 216
Azul reativo 216 ou azul reativo CN-BL é o composto orgânico, corante azo-composto, de fórmula C35H22ClN10Na3O14S3 e massa  molecular 1007,23, pertencente ao grupo dos corantes formazan.. Classificado com o número CAS 131257-18-6, C.I. 137155. É derivado do ácido 3-amino-4-hidroxibenzenossulfônico.